# Blærespiræa
Blærespiræa (Physocarpus) er udbredt med ca. 20 arter i Østasien og især i Nordamerika. Arterne er løvfældende buske med udspærrede grene. Knopperne er spredstillede og små. Bladene er håndnervede og takkede, sædvanligvis med 3 hovedribber. Blomsterne sidder i tætte halvskærme på små kortskud. De enkelte blomster er regelmæsssige med 5 hvide eller lyserøde kronblade. Frugterne er små, oppustede bælgkapsler. Her beskrives kun nogle arter, som dyrkes i Danmark.
| Beskrevne arter |

- Amerikansk blærespiræa (Physocarpus opulifolius)
- Hovedblærespiræa (Physocarpus capitatus)
- Katostblærespiræa (Physocarpus malvaceus)

| Andre arter |

- Physocarpus amurensis
- Physocarpus bracteatus
- Physocarpus monogynus
- Physocarpus ribesifolius